# Diskografie Dary Rolins
- Diskografie není úplná

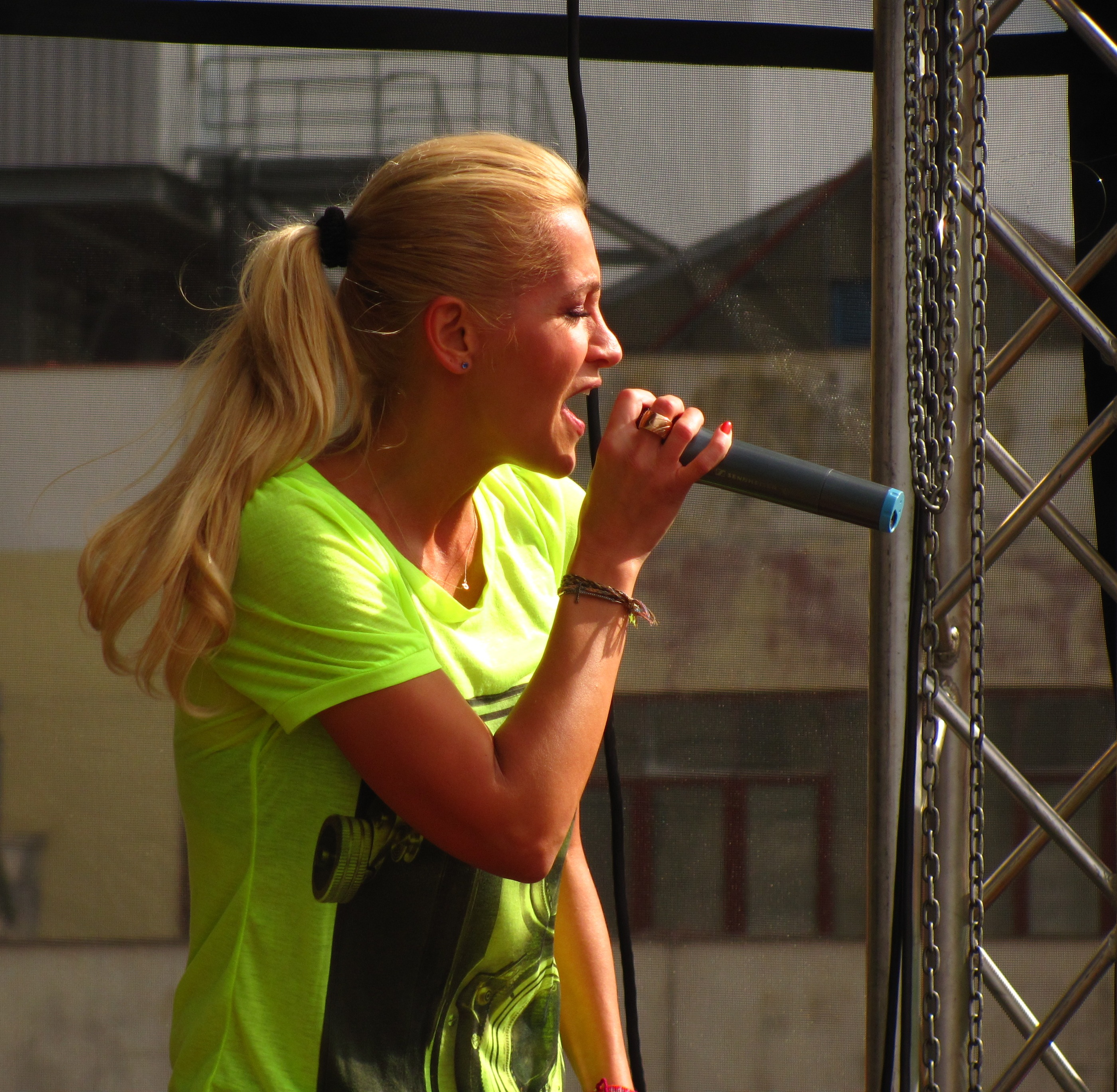
Dara Rolins (2012)

Toto je diskografie zpěvačky Dary Rolins (Dariny Rolincové).

## Diskografie
- 1983 Kapela snov - Darinka Rolincová/Báseň - Darinka Rolincová - Supraphon, SP
- 1983 Keby som bola princezná Arabela - Opus 9113 1470, LP
- 1984 Aprílové deti - Peter Nagy a Darinka Rolincová/Vzdávam sa ti - Peter Nagy - Opus, SP [1]
- 1984 Zvonky štěstí - Karel Gott a Darinka Rolincová/Moje druhé já - Karel Gott a Darinka Rolincová - Supraphon, SP
- 1985 O tom budem píseň hrát - Darinka Rolincová/Spoločne - Darinka Rolincová - Supraphon 1143 3124, SP
- 1986 Darinka - Supraphon, LP (Darinka Rolincová)
- 1988 Čo o mne vieš - Supraphon, LP
- 1989 Skús ma nájsť/Bez veľkej slávy - Supraphon 11 0274-7311, SP
- 1990 Téměř ružový příběh - Supraphon, (Darina Rolincová)
- 1995 I see you there - , promo CD (Dara Rolins)
- 1996 What you see is what you get - , CD (Dara Rolins)
- 1997 Sen lásky - BMG, CD (Darina Rolincová)
- 2002 What's My Name - Sony Music/Bonton, CD (Dara Rolins)
- 2005 1983-1998 - Sony Music/Bonton, CD (Darina Rolincová 1983-1998)
- 2006 D1 - Sony BMG, CD (Dara Rolins)
- 2008 D2 - Sony BMG, CD (Dara Rolins)
- 2009 Šťastné a veselé - Universal Music 2729870 EAN 0602527298702, CD
- 2011 Stereo - EMI / Monitor / Virgin, CD (Dara Rolins)

### Kompilace
- Cengá do triedy - Opus, LP - 02. Dve mamičky, 05. Športové drevo, 07. ZOO,
- You hardly know me - , LP
- Snehulienka a 7 pretekárov - Opus, LP - 02. Stretnutie, 05. Snehulienka, 13. Veľké finále
- Reunited - , CD - 01. Special radio edit, 02. Album version, 03.Slow Motion
- 1982 Rozprávkový autobus - Opus
- 1983 Drevený tato - Opus
- 1984 Tip top 2 - Supraphon, (Olympic, Prototyp, Natural, Pavel Horňák, Dalibor Janda, Karel Gott, Hana Zagorová, Stanislav Hložek, Petr Kotvald, Darina Rolincová, Michael Kocáb, Michal David)
- 198? Nejhezčí dárek/Nejhezčí dárek - Supraphon 1143 3148, SP
- 1986 Nejhezčí dárek - Jiří Zmožek (2) - Supraphon 1113 4368 H, LP - 11. Nejhezčí dárek
- 1987 Winterland – Wunderland - , LP - 11. Eine Muh, eine Mäh, 13. Weihnachten steht vor der Tür, 14. Du lieber Weihnachtsmann, 21. Wieder geht ein Jahr zu Ende
- 1988 Šťastné znamení - Ladislav Štaidl - Supraphon 11 0031, LP
- 1988 Šmoulové - Supraphon 11 0317-1, LP 09. Škriatok, 13. Šmoulí song - zpívají: Petra Janů, Stanislav Hložek, Hana Zagorová, Michal David, Linda Finková, Jiří Korn, Dagmar Patrasová, Michal Penk, Darinka Rolincová, Josef Laufer, Iveta Bartošová, Karel Gott, Bambini di Praga, Gemini)
- 1994 Thumbelina (O Malence) - , CD - 03. Thumbelina, 04. Stůj, 06. Být ti vším II, 11. Někdo měl mě rád, 13. Setkání, 14. Být ti vším III,
- 2003 My Philosophy - Helicó - Millenium Records, CD - 17.Zostať smieš (Nize&Slow) Helicó a Dara Rolins
- 2004 Vráť trochu lásky medzi nás - Zavodský, DVD - 05. Zostať smieš (Nize & Slow) - Helicó feat. Dara Rolins
- 2005 Vyvolení - Ide o život - EAN 8588003334169 , CD -01. Ide o život
- 2007 Gold Supermix 1 - Opus, CD - 13. Arabela - Darinka Rolincová a Jana Nagyová
- 2008 Najkrajšie detské hity - Opus (edice Gold), CD - 04. Arabela - Darinka Rolincová a Jana Nagyová / 11. Aprílové deti - Peter Nagy a Darinka Rolincová

## Keby som bola princezná Arabela
Keby som bola princezná Arabela je album Darinky Rolincovej. Album vydal v roku 1983 na LP.
- Seznam skladeb:

1. Školská láska
2. Správne kroky
3. Mama, prečo?
4. Pieseň o kamarátstve
5. Arabela
6. Vtedy sú vianoce
7. Ukážte mi cestu
8. Až raz budem učiťelkou
9. Prázdniny
10. Slávik a ruža
11. Pán Andersen
12. Cesta do rozprávky
13. Kráľovstvo módy

- Další informace:
- vydavatel: Opus 9113 1470

## Darinka
Darinka je album Darinky Rolincovej. Album vyšlo v roce 1986 na LP.
- Seznam skladeb:

1. Spoločne
2. Záření (Jiří Zmožek / Mirek Černý) [2][3]
3. Je to tak
4. Láska už je za rohem
5. Slunce nad hlavou
6. Plyšový psík
7. Jaká jsem?
8. O tom budem píseň hrát
9. Kam si skrývám svoje víťazstva 3:27 (Jiří Zmožek / Jana Rolincová)
10. Tak sa pýtám 3:20 (Jiří Zmožek / Jana Rolincová)
11. Zákaz 3:25 (Ondřej Soukup / Boris Janíček)
12. Úsmev za úmev 4:40 (Jiří Zmožek / Jana Rolincová)
13. Kouzelník 2:45 (Jiří Zmožek / Michal Horáček)

- Další informace 
  - Aranžmá: Jiří Zmožek (1-3,6,9,10,12,13), Ladislav Štaidl (4,5,7,8), Ondřej Soukup (11)
  - Hudební režie: Mirko Kubíček
  - Zvuková režie: Petr Kocfelda

## Čo o mne vieš
Čo o mne vieš je album Darinky Rolincovej. Album vyšlo v roce 1988 na LP.
- Seznam skladeb:

1. Čo o mne vieš (Ladislav Štaidl / Jana Rolincová)
2. Poď sa báť
3. Papierový drak
4. Bol to fór
5. To preto
6. Bosá
7. V hlavných úlohách
8. Máš smolu
9. Schúlená
10. Vraj som bola zlá
11. Konečná
12. Ľavý deň
13. Autostop
14. Nádej

## Téměř ružový příběh
Téměř ružový příběh je album Dariny Rolincovej. Album vyšlo v roce 1990 na LP.
- Seznam skladeb:

1. Díra do světa I
2. Tvý mládí mít
3. Anjelik moj I (Ladislav Štaidl / Jana Rolincová)
4. Balet-Kosení růží
5. Dobrá síla I
6. Trinásta veštba
7. Spať, už musím spať
8. Rekviem
9. Hole In My Sole
10. Dobrá síla II
11. Začínám psát
12. Mráz
13. Anjelik moj II
14. Tvý dary mít
15. Proužek světla
16. Díra do světa II

## What you see is what you get
What you see is what you get je album Dary Rolins. Album vyšlo v roce 1996 na CD.
- Seznam skladeb:

1. I See You There
2. Our Lovin
3. Someone Cares About You
4. Stay For A While
5. Turn Around
6. Youre The Only One
7. Know You Better
8. She Wants You
9. What You See Is What You Get
10. Once Again
11. Do It Now
12. Look And Do

- Další informace:
- Total time: 60:14
- Vydavatel: Sony Music/Bonton EAN 5099750 417423,

## Sen lásky
Sen lásky je album Dary Rolins. Album vyšlo v roce 1997 na CD.
- Seznam skladeb:

1. Adagio 03:01
2. Vltava (Má vlast) 02:48
3. Já a stín 03:12
4. Sen lásky 03:31
5. Já se ti vrátím (Nabucco) 04:01
6. Poem 04:06
7. Habanera (Hoffmannovy povídky) 03:57
8. Slovanský tanec č. 10 03:10
9. Uspávanka 03:01
10. Věrné milování (Prodaná nevěsta) 02:59
11. Largo (Novosvětská symfonie) 03:36
12. Solvejžina píseň 02:10

- Další informace:
- Vydavatel: BMG

## What's My Name
What's My Name je album Dary Rolins. Album vyšlo v roce 2002 na CD.
- Seznam skladeb:

1. Na teba sa dívam
2. Rush
3. Ležím na tráve
4. Give Me Back
5. Feeling Free
6. Solid
7. Jako motýli
8. 2much 4love
9. Working All Day
10. What`s My Name
11. Tossing And Turning
12. Hold On 2me
13. Tell Me

- Další informace:
- Vydavatel: Sony Music/Bonton EAN 5099750 417423,

## 1983-1998
1983-1998 je album Dariny Rolincovej. Album vyšlo v roce 2005 na CD.
- Seznam skladeb:

1. Čo o mne vieš 2:37 (Ladislav Štaidl / Jana Rolincová)
2. Moje druhé ja 3:54
3. Zvonky štěstí 3:32 (Jiří Zmožek / Zdeněk Rytíř)
4. Arabela 4:32
5. Cesta do rozprávky 3:56
6. Dúha 3:11
7. Keď obloha plače 3:11
8. Dievčatko s kľúčikom na krku 3:23
9. Kukučka 2:25
10. Mama, prečo? 3:36
11. Ukážte mi cestu 3:08
12. Aprílové deti 3:34
13. Spoločne 2:57
14. Ak náhodou 2:40 (Ladislav Štaidl / Jana Rolincová) [4]
15. Anjelik môj I 3:36 (Ladislav Štaidl / Jana Rolincová)
16. Bosá 3:06
17. Bez veľkej slávy 4:27
18. Papierový drak 2:59
19. What You See Is What You Get 3:14
20. Já a stín (Turandot) 3:13
21. V mene lásky 3:55
22. Čo o mne vieš '98 4:25

- Další informace:
- Total time: 76:42
- Vydavatel: Sony Music/Bonton EAN 5099749 152625,

## D1
D1 je album Dary Rolins. Album vyšlo v roce 2006 na CD.
- Seznam skladeb:

1. Nádych výdych 3:33
2. Túžim 3:40
3. Chuť si ťa nájde 3:53
4. Owner of a lonely heart
5. Party DJ 4:09
6. Znamenie 3:46
7. Dotkni se slávy 3:10
8. Ide o život 3:44
9. Pár chvíl 4:18
10. Owner Of A Lonely Heart 3:25
11. Slowly 3:10
12. Mon Amour 3:22
13. I (who have nothing) 2:49
14. If 4:20

- Další informace:
- Total time: 47:26
- Vydavatel: Sony BMG EAN 8 28768 22192 1,

## D2
D2 je album Dary Rolins. Album vyšlo v roce 2008 na CD.
- Seznam skladeb:

1. Na teba sa dívám vs. Túžím
2. Give Me Back
3. Rush
4. 2much 4love
5. Túžim 2007
6. Hold On 2me
7. Tell Me Love
8. Disco Love
9. Owner of a lonely heart
10. 2much 4love
11. Túžim
12. Slowly
13. If
14. Znamenie
15. Feel Like I'm Dancing
16. Nádych, výdych
17. Let's Go
18. Party DJ
19. Volný pád
20. Rush